# Paula Ormaechea
Paula Ormaechea (Sunchales, Santa Fe, Argentina; 28 de septiembre de 1992) es una tenista profesional argentina. En 2013, alcanzó la 59° posición en el ranking WTA.
En el circuito de la ITF, ha ganado dieciséis títulos en individuales y nueve en dobles. A nivel WTA, fue finalista del WTA International de Bogotá, donde fue derrotada por la ex número uno del mundo Jelena Janković en la definición. Logró participar de los cuadros principales de los cuatro torneos del Grand Slam, alcanzando la tercera ronda de Roland Garros en 2013 y 2014 y la segunda fase en el Abierto de Australia (2012) y en el Abierto de los Estados Unidos (2013). 
En su carrera, ha obtenido victorias ante Jelena Dokić, Francesca Schiavone, Simona Halep, Garbiñe Muguruza, Madison Keys y Coco Vandeweghe, entre otras. Por la Copa Billie Jean King, tiene un historial de 20-11 en individuales y 1-2, en dobles. Cuenta con el récord de mayor cantidad de victorias en individuales del equipo argentino. Logró llevar a su selección al Grupo Mundial II y a una repesca para acceder al Grupo Mundial I.

## Títulos WTA (0; 0+0)

### Individuales (0)
| Leyenda                    |
| Grand Slam (0)             |
| WTA Tour Championships (0) |
| Premier Mandatory (0)      |
| Premier 5 (0)              |
| Premier (0)                |
| International (0)          |

| Títulos por superficie |
| Dura (0-0)             |
| Hierba (0-0)           |
| Tierra batida (0-1)    |

#### Finalista en Individuales (1)
| N.º | Fecha                 | Torneo | Superficie    | Oponente en la final | Resultado |
| --- | --------------------- | ------ | ------------- | -------------------- | --------- |
| 1.  | 24 de febrero de 2013 | Bogotá | Tierra batida | Jelena Janković      | 1-6, 2-6  |

## WTA 125s (0; 0+0)

### Individuales

#### Finales (1)
| N.º | Fecha                | Torneo | Superficie    | Oponente        | Resultado |
| --- | -------------------- | ------ | ------------- | --------------- | --------- |
| 1.  | 5 de febrero de 2023 | Cali   | Tierra batida | Nadia Podoroska | 4-6, 2-6  |

## Clasificación en torneos del Grand Slam

### Individuales
| Torneo               | 2012 | 2013 | 2014 | 2015    | 2016    | 2017    | 2018    | 2019    | 2020    | 2021    | 2022 | G - P |
| -------------------- | ---- | ---- | ---- | ------- | ------- | ------- | ------- | ------- | ------- | ------- | ---- | ----- |
| Abierto de Australia | 2R   | Q1   | 1R   | Q2      | Ausente | Ausente | Ausente | Q2      | Ausente | Ausente | Q1   | 1-2   |
| Roland Garros        | 1R   | 3R   | 3R   | Q1      | Ausente | Ausente | Ausente | Ausente | Ausente | Ausente |      | 4-3   |
| Wimbledon            | Q1   | Q2   | 1R   | Ausente | Ausente | Ausente | Ausente | Q1      | NC      | A       |      | 0-1   |
| Abierto de EE. UU.   | Q3   | 2R   | 1R   | Ausente | Ausente | Ausente | Ausente | Q1      | A       | Q1      |      | 1-2   |
| Total                | 1-2  | 3-2  | 2-4  | 0-0     | 0-0     | 0-0     | 0-0     | 0-0     | 0-0     | 0-0     | 0-0  | 6-8   |

### Dobles
| Torneo               | 2012 | 2013 | 2014    | 2015    | 2016    | 2017    | 2018    | 2019    | 2020    | 2021    | 2022    | G - P |
| -------------------- | ---- | ---- | ------- | ------- | ------- | ------- | ------- | ------- | ------- | ------- | ------- | ----- |
| Abierto de Australia | A    | A    | 1R      | Ausente | Ausente | Ausente | Ausente | Ausente | Ausente | Ausente | Ausente | 0-1   |
| Roland Garros        | A    | A    | 1R      | Ausente | Ausente | Ausente | Ausente | Ausente | Ausente | Ausente |         | 0-1   |
| Wimbledon            | Q1   | 1R   | Q1      | Ausente | Ausente | Ausente | Ausente | Ausente | NC      | A       |         | 0-1   |
| Abierto de EE. UU.   | A    | 1R   | Ausente | Ausente | Ausente | Ausente | Ausente | Ausente | Ausente | Ausente |         | 0-1   |
| Total                | 0-0  | 0-2  | 0-2     | 0-0     | 0-0     | 0-0     | 0-0     | 0-0     | 0-0     | 0-0     | 0-0     | 0-4   |